# 국가혁명당
국가혁명당(國家革命黨, 영어: National Revolutionary Party)은 2019년 8월 15일에 창당된 대한민국의 정당이다.

## 이념
정치적 입장은 경제면에서는 혼합경제를 중시하는 차원에서 복지국가를 이루려는 흐름과 문화적으로 도덕적 절대주의와 기존의 사회상을 중시하는 사회보수주의적인 태도를 드러내고 있다. 또한 부패척결과 정치개혁을 강하게 밀어붙이는 입장이다.
허경영 대표는 좌파와 우파 정치 모두 소용없다고 비판하면서 일명 '허파'를 중심으로 우리 사회에 개혁을 넘어 외과수술이 필요하다고 덧붙였다.
국가혁명배당금당은 정치, 경제, 농업, 교육, 복지 문제 등 다양한 분야에서 혁명을 모색하는 33정책을 발표했다.

## 역사

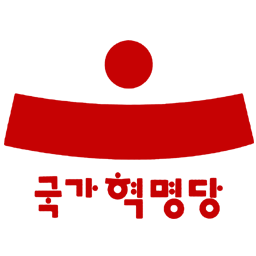
국가혁명당 의장

제17대 대통령 선거 당시 경제공화당 소속 후보로 출마 하여 화제를 모았던 허경영 계열 정치인들이 합류했던 공화당에서 탈당하여 독자적으로 2019년 8월 15일에 창당을 선언하였다. 공화당이 친박경향을 보이게 됐기에 신당을 창당 한 것이라고 한다.
창당 날짜가 광복절인 이유는 기득권 정치로부터 국민을 해방 시키고, 온 국민이 행복해 하는 나라를 만들자는 취지가 반영 된 것으로 알려져 있다.
2019년 10월 21일부로 당명이 '국가혁명당'에서 '국가혁명배당금당'으로 변경되었다. 이후 21대 총선이 끝난 후인 2020년 6월 16일에 다시 '국가혁명당'으로 당명을 환원하였다.

## 당의 주요 공약

### 경제
국가혁명당은 18세 이상의 모든 국민들에게 매월 150만원을 배당금을 지급하는 것을 주요 공약으로 삼았고 이를 강조하기 위해 배당금을 당명에 추가했다.
서울대학교 조영태 교수는 허경영 대표가 3000만 원을 출산비로 지급 하겠다는 공약은 문재인 정부의 공약과 유사하다고 분석 했다. 그러나 출산수당을 지급 하겠다는 공약은 문재인이 나오기 전부터의 공약이라서 문재인 정부의 공약이 허경영의 공약과 유사한 것이다.

### 외교
국가혁명당은 유엔 본부를 미국 뉴욕에서 한반도의 판문점으로 옮기는 공약을 내걸었다. 이전부터 허경영 대표는 유엔본부를 판문점으로 옮겨야 한다고 목소리를 높여왔다.
당대회 기간 중 허경영 대표는 문재인 대통령이 고려연방제 통일을 지지한다며 비판했고, 반일 정서와 관련해 그는 문재인 대통령에게 일본에 사과할 것을 촉구했다.

### 교육
대학수학능력시험 폐지 등 대대적인 교육개혁을 꾀하고 있다. 허경영 대표는 현 교육제도가 서울대학교에 지원 하면 앨버트 아인슈타인도 낙제 할 것이라며 인재를 바보처럼 만드는 것이라고 맹비난 했다.
학교에서는 중3때 정한 전공 1과목만 시험 보며 딴 과목은 수업만 받고, 수능·내신 폐지 하고는 한 분야 보는 본고사를 부활 시켜서 학업부담과 교육비부담을 줄일 계획이다.

### 국회개혁
국가혁명당은 국회의원 정원 수를 300명에서 100명으로 대폭 감석하고 국회의원 전원 무보수 명예직화를 공약으로 제시했다.

### 통일계획
남북통일보다 몽골과의 통일을 가장 먼저 추진 하고, 동아시아 연방통일을 하여 북도 어쩔 수 없이 통일 되게 하고서는 세계통일까지 하여 전세계 비핵화 계획을 갖고 있다.

## 주요 선거 결과

### 대통령 선거
| 연도   | 선거  | 후보자 | 득표      | 득표율         | 결과 | 당락 |
| ------ | ----- | ------ | --------- | -------------- | ---- | ---- |
| 2022년 | 20대  | 허경영 | 281,481표 | \| \| 0.83% \| | 4위  | 낙선 |
|        | 0.83% |        |           |                |      |      |

### 국회의원 선거
|  | 0% |

|  | 0.71% |

|  | 0% |

|  | 0% |

|  | 0.28% |

|  | 0% |

## 같이 보기
- 허경영